# Nitriansky kraj
Koordinaten: 48° 18′ N, 18° 6′ O
Der Nitriansky kraj (Neutraer Landschaftsverband) ist ein Verwaltungsgebiet (Landschaftsverband) in der südwestlichen Slowakei.

## Bezirke
Der Kraj besteht aus folgenden 7 Bezirken (okresy):
- Komárno
- Levice
- Nitra
- Nové Zámky (inklusive Štúrovo)
- Šaľa
- Topoľčany
- Zlaté Moravce

## Geographie

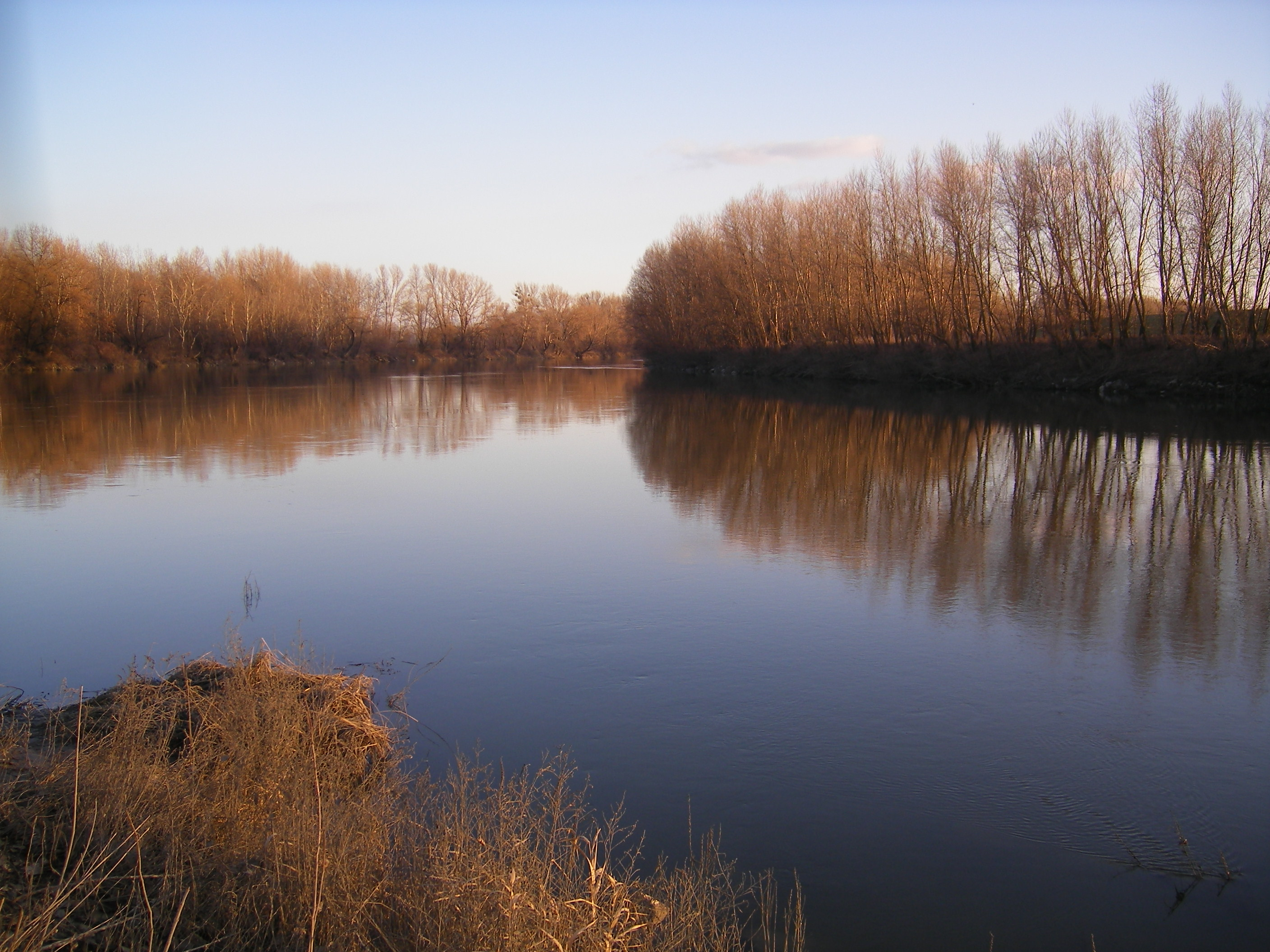
Zusammenfluss der Kleinen Donau mit der Waag in der Donauebene bei Kolárovo, Okres Komárno

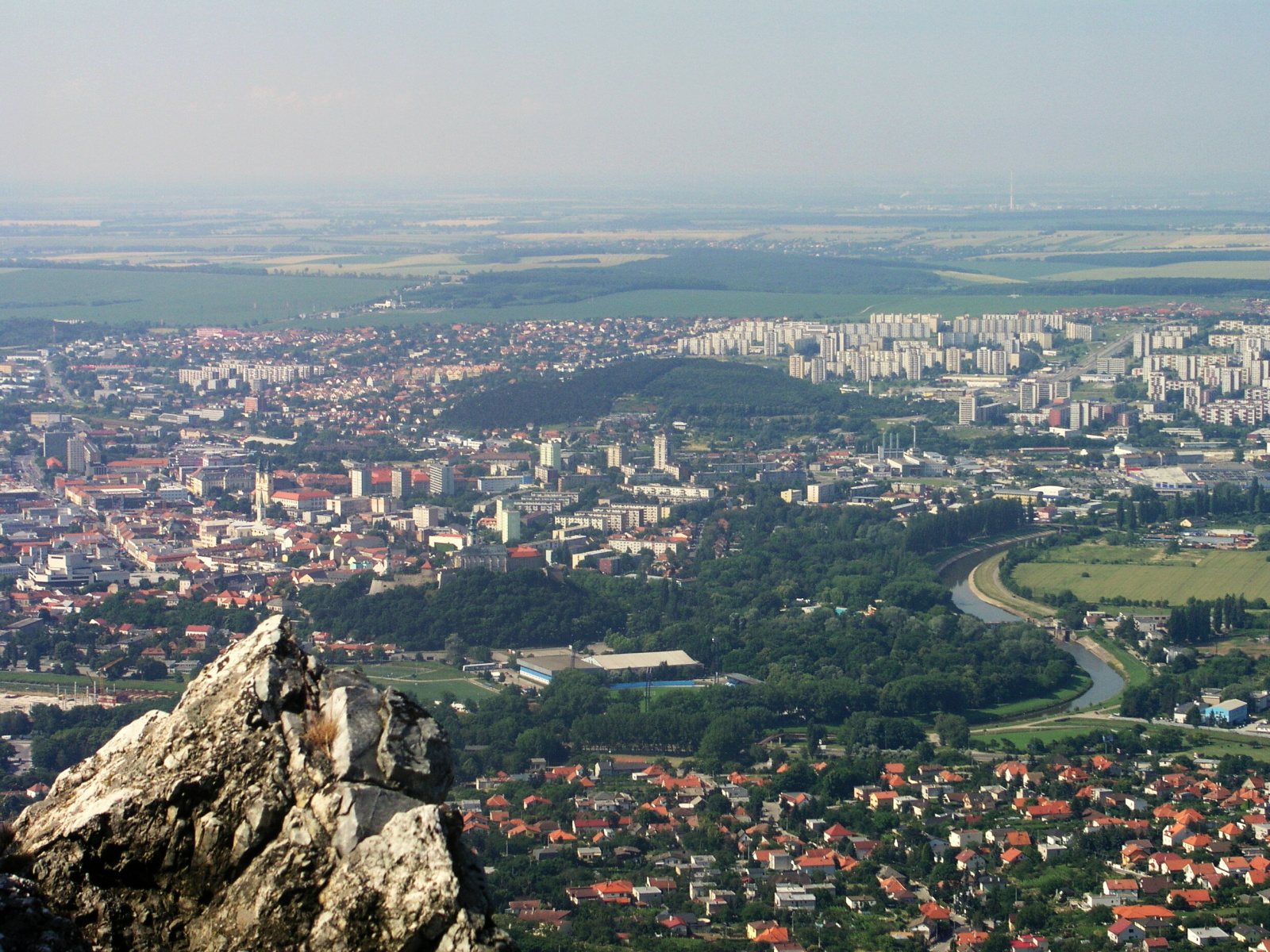
Stadt Nitra und Umgebung, vom Berg Zobor im Tribečgebirge gesehen

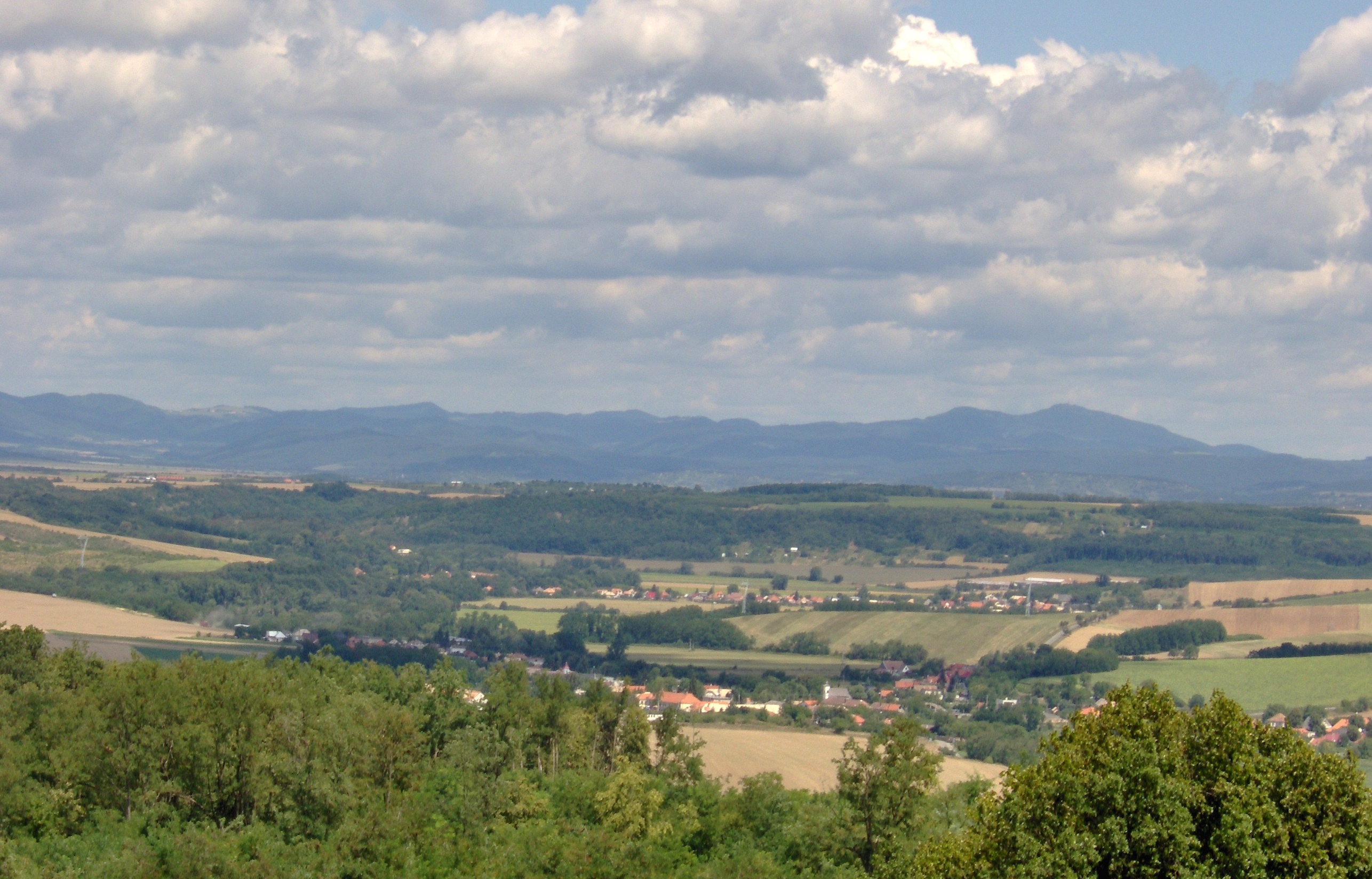
Teil des Donauhügellands mit den Schemnitzer Bergen im Hintergrund. Gemeinde Mýtne Ludany, Okres Levice

Der Kraj hat 6.344 km² und 665.600 Einwohner (Stand 31. Dezember 2024). Die Landschaft wird größtenteils von dem großen Donautiefland bedeckt; der Südwestteil dieser Niederung wird von der Donauebene (darunter zählt auch die Große Schüttinsel) bedeckt und der Rest gehört dem Donauhügelland. In der Nordhälfte des Krajs gibt es auch einige Gebirge, alle jedoch unter 1000 m n.m.: im Nordwesten der Inowetz, dann der Tribeč nördlich von Nitra, Pohronský Inovec im Nordosten und Štiavnické vrchy (deutsch Schemnitzer Berge) im Osten. Bedeutende Flüsse sind die große Donau im Süden, die zugleich auch die Staatsgrenze zu Ungarn bildet, die Waag mit der Kleinen Donau im Südwesten, die Nitra durch den Westen, die Hron im Osten und der Grenzfluss Ipeľ im Südosten. Der höchste Berg ist der Veľký Inovec im Pohronský Inovec (901 m n.m.); der niedrigste Punkt liegt an der Donau bei Chľaba, wo der Fluss die Slowakei verlässt (102 m n.m.).
Es gibt drei Landschaftsschutzgebiete im Kraj: Dunajské luhy (Donauauen), Ponitrie (Nitra-Gegend, hier: Tribeč) und Štiavnické vrchy.
Verwaltungstechnisch grenzt der Kraj an den Trenčiansky kraj im Norden, Banskobystrický kraj im Osten, ungarische Komitate Nógrád und Pest im Südosten, Komitate Komárom-Esztergom und Győr-Moson-Sopron im Süden und Südwesten und an den Trnavský kraj im Westen.

## Historische administrative Einteilung
Historisch gesehen war der heutige Kraj im Königreich Ungarn in verschiedene Komitate aufgeteilt: in der Gegend von Nitra und im Westen befand sich das gleichnamige  Komitat Neutra. Um die beiden Städte Zlaté Moravce und Levice herum lag das Komitat Barsch und im Osten befand sich ein Teil des Komitats Hont. Entlang der Donau gehörte das Gebiet zu Komitaten Gran und Komorn. Im äußersten Westen befanden sich kleinere Teile des Komitats Pressburg.
Entwicklung nach dem Zerfall von Österreich-Ungarn im Jahr 1918:
- 1918/1919–1922: wie oben, nur der slowakische Teil des Komitats Gran wurde in das Komitat Komorn eingegliedert, Tschechoslowakei
- 1923–1928: Bratislavská župa (Pressburger Gespanschaft), Nitrianska župa (Neutraer Gespanschaft) und Zvolenská župa (Sohler Gespanschaft), Tschechoslowakei
- 1928–1939: Slovenská krajina/zem (Slowakisches Land), Tschechoslowakei
- 1940–1945: Nitrianska župa (Neutraer Gespanschaft), Erste Slowakische Republik. Der Südteil (südlich der Linie und einschließlich Šaľa-Šurany-Vráble-Levice) war 1938–1945 als Folge des Ersten Wiener Schiedsspruchs Teil Ungarns.
- 1945–1948: Slovenská krajina (Slowakisches Land), Tschechoslowakei
- 1949–1960: Bratislavský kraj (Pressburger Bezirk), Nitriansky kraj (Neutraer Bezirk) und Banskobystrický kraj (Neusohler Bezirk) – mit den heutigen sind sie nicht zu verwechseln, Tschechoslowakei
- 1960–1990: Západoslovenský kraj (Westslowakischer Bezirk), Tschechoslowakei
- seit 1996: heutiger Nitriansky kraj

## Bevölkerung
| Jahr                | 1994    | 2004    | 2014    | 2024    |
| ------------------- | ------- | ------- | ------- | ------- |
| Anzahl der Personen | 718.358 | 709.350 | 684.922 | 665.600 |
| Unterschied         |         | −1,25 % | −3,44 % | −2,82 % |

| Jahr                | 2023    | 2024    |
| ------------------- | ------- | ------- |
| Anzahl der Personen | 668.301 | 665.600 |
| Unterschied         |         | −0,40 % |

Die Bevölkerungsdichte liegt bei 108/km², nahezu gleich wie der slowakische Durchschnitt (111/km²). Regionalhauptstadt ist Nitra (Neutra); weitere Mittelstädte sind Topoľčany (Großtopoltschan), Komárno (Komorn), Nové Zámky (Neuhäusel) und Levice (Lewenz). Insgesamt besteht der Landschaftsverband aus 354 Gemeinden, davon 15 Städten.
Nach der Volkszählung 2011 wohnten im Nitriansky kraj genau 689.867 Einwohner. Der größte Teil entfiel auf die Slowaken (473.269 Einw., 68,6 %), gefolgt von den Magyaren (169.460 Einw., 24,6 %), Roma (3.987 Einw., 0,6 %) und Tschechen (3.262 Einw., 0,5 %). Andere Ethnien machen zusammen 0,4 % (2.893 Einw.) der Bevölkerung aus, während 36.996 Einwohner (5,4 %) keine Angabe zur Ethnie machten.
Konfessionell ist die römisch-katholische Kirche mit 486.021 Einwohnern (70,5 %) die am meisten verbreitete Konfession, gefolgt von der reformierten (kalvinistischen) Kirche (29.597 Einw., 4,3 %) und Evangelischen Kirche A. B. (19.357 Einw., 2,8 %). Des Weiteren bekannte sich die Bevölkerung zur griechisch-katholischen Kirche (1.841 Einw., 0,3 %), zu den Zeugen Jehovas (1.765 Einw., 0,3 %), evangelisch-methodistischen Kirche (1.256 Einw., 0,2 %) und zur Pfingstbewegung (1.231 Einw., 0,2 %); insgesamt 6.402 Einwohner (0,9 %) bekannten sich zu einer anderen Konfession. 82.488 Einwohner (12 %) waren konfessionslos und bei 59.909 Einwohnern (8,7 %) wurde keine Konfession ermittelt.